# Бонниер, Карл Отто
Карл Отто Бонниер (швед. Karl Otto Bonnier, 20 июня 1856, Стокгольм, Швеция — 26 мая 1941, Стокгольм, Швеция) — шведский издатель.

## Биография

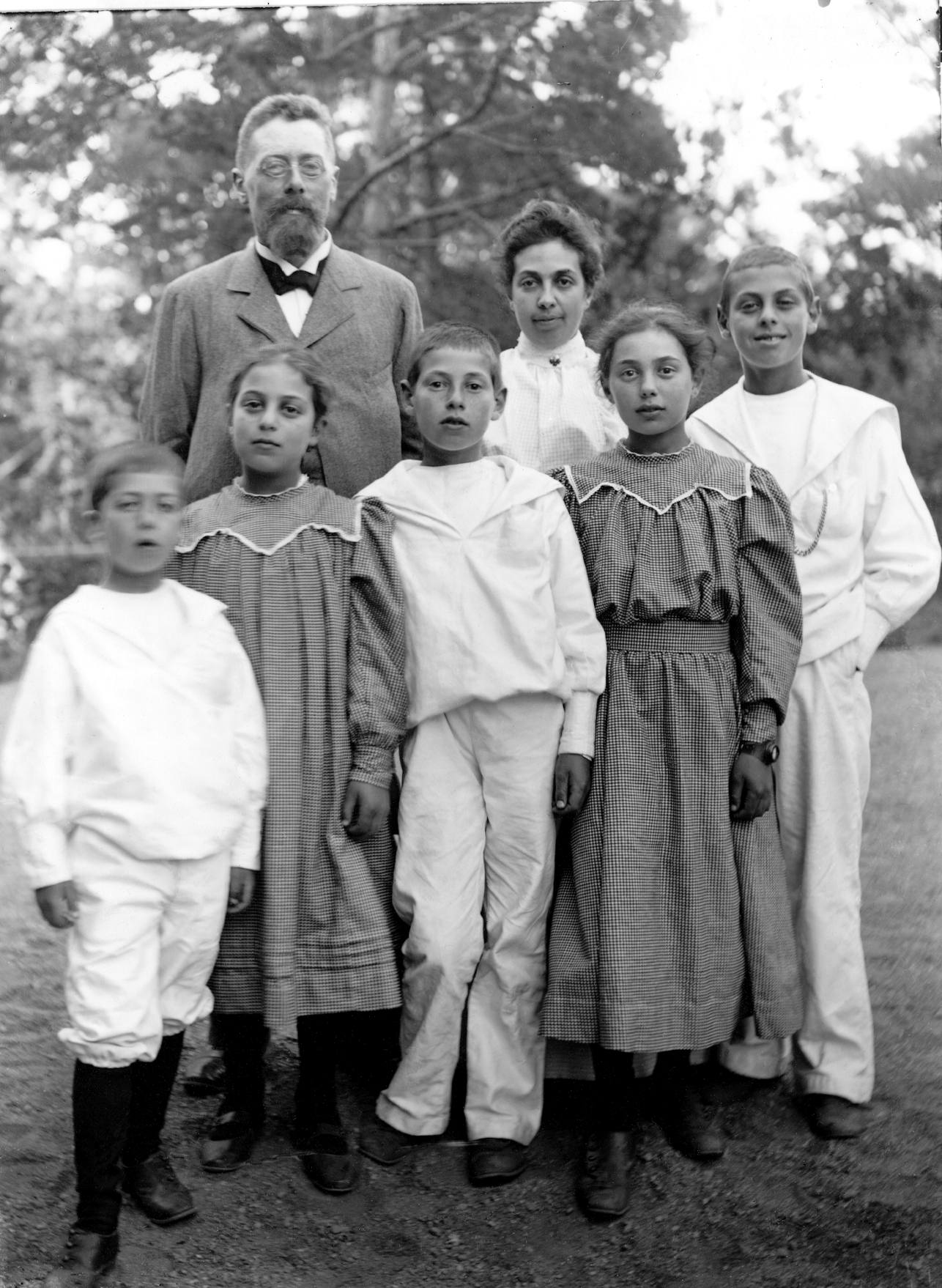
Карл Отто вместе с семьёй

Карл Отто Бонниер родился в семье книгоиздателя Альберта Бонниера и в 1886 году стал совладельцем отцовской компании, которую он в 1900 году полностью взял на себя. Карл активно расширял свою компанию, приобретая ряд других издательств, таких как Adolf Bonniers кузена Исидора в 1904 году, издательство Wilhelm Billes в 1914 году, F. & G. Beijers förlag в 1917 году и Åhlén och Åkerlunds bokförlag в 1929 году.
Он также способствовал расширению продаж, внедряя платёжные системы для покупки книг, а также издавая дешёвые книжные серии, издавая школьные и учебные пособия, а также журналы Bonniers månadshäfte, Bonniers veckotidning и Bonniers novellmagasin.
Бонниер также основал филиал в Нью-Йорке — Albert Bonnier publishing house и приобрёл большую часть шведского Pressbyrån в 1916 году.
Карл женился в 1882 году на Лизен (1861—1952), в браке с которой родились дети: Тор, Элин, Оке, Грета, Герт и Кай.